# François Guizot
François Pierre Guillaume Guizot (pronunciación en francés: /fʁɑ̃swa pjɛʁ ɡijom ɡizo/; Nîmes, 4 de octubre de 1787-Saint-Ouen-le-Pin, 12 de septiembre de 1874) fue un historiador y político francés. Participó en el gobierno durante la monarquía de Luis Felipe de Orleans y fue líder de los doctrinarios.

## Biografía
Su familia era burguesa y protestante. Sus padres contrajeron matrimonio en secreto al no poder casarse públicamente si no era con rito católico. Su padre fue guillotinado en 1794, durante el Terror, con lo que pasó a ser el cabeza de familia. Partió hacia el exilio a Ginebra junto a su madre, mujer de principios, liberal y educada en esa misma ciudad (donde había recibido la influencia de Jean-Jacques Rousseau conciliándola con su fe calvinista), al tiempo que inamovible en sus convicciones y sentido del deber, como típica hugonote de su tiempo. Forjó el carácter de su hijo y le educó siguiendo la rousseauniana doctrina del Emilio, enseñándole el trabajo manual de carpintero (aún se conserva una mesa hecha por él mismo) y le acompañó incluso en su nuevo exilio de 1848 en Londres, donde murió por causas naturales.
Guizot volvió a París para estudiar derecho en 1805, con 18 años, y con una formación previa suficiente como para ser simultáneamente tutor de la familia del suizo M. Stapfer, antiguo ministro de Francia. Destaca por la calidad de su pluma, en el Publiciste, editado por Jean-Baptiste-Antoine Suard, que le introdujo en los círculos literarios, con lo que inició una larga carrera de colaboraciones periodísticas. En octubre de 1809 escribió una crítica de Mártires de Chateaubriand, por la que recibió la gratitud y felicitación de este. Contrajo matrimonio en 1812 con la escritora Pauline de Meulan, catorce años mayor que él, a quien había conocido por ser también colaboradora de Suard. Antes incluso del matrimonio, Guizot escribió los artículos que ella firmó, mientras permanecía enferma. Pauline murió en 1827, dejándole un hijo, también llamado François (1819-1837). Vuelve a casarse en 1828 con Elisa Dillon, prima de Pauline, y también escritora, con la que tuvo dos hijas, Henriette y Pauline, Maurice Guillaume (1833). Su segunda mujer muere poco después.
Durante el Imperio, Guizot se dedicó enteramente a la literatura, publicando una recopilación de sinónimos (1809), un ensayo sobre las bellas artes (1811) y una traducción de la obra de Edward Gibbon, con notas adicionales, en 1812. Este trabajo fue estimado por Fontanes, gran rector de la Universidad de Francia, que seleccionó a Guizot para la cátedra de Historia Moderna en la Sorbona en 1812. Su primera lección (que publicó en sus Memorias) la dio el 11 de diciembre de ese año. En ella omite el acostumbrado elogio al todopoderoso emperador, a pesar de la insistencia en ese punto de su patrocinador, pero el curso que la siguió marca el comienzo de una gran renovación de la investigación histórica de la Francia del siglo xix. Con ello adquirió una posición importante en la sociedad parisina, y la amistad de Royer-Collard y los dirigentes del partido liberal, incluido el joven duc de Broglie. Ausente de París en el momento de la caída de Napoleón en 1814, Royer-Collard le recomienda para formar parte del gobierno monárquico restaurado de Luis XVIII como secretario general del ministerio del interior, a las órdenes del abad de Montesquieu. Dimite con la vuelta de Napoleón, el 25 de marzo de 1815 y vuelve a sus trabajos literarios.

### El hombre de Gante

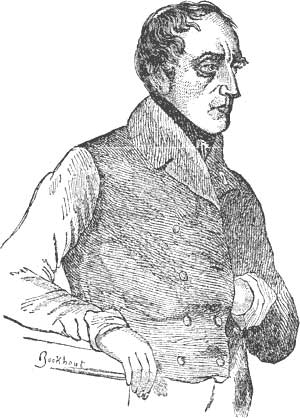
François Guizot, grabado de David W. Bartlett.

Tras los cien días, se dirige a Gante donde visita a Luis XVIII, y en nombre del partido liberal le advierte que solo una clara adopción de la política liberal aseguraría la continuidad de la monarquía restaurada, lo que es mal recibido por los consejeros del rey. Esta visita a Gante, en un momento en que Francia se preparaba para una segunda invasión, causó, posteriormente, amargos reproches a Guizot por parte de sus oponentes políticos, que lo consideraron una acción antipatriótica, y le motejaban como insulto: “El hombre de Gante”. También puede verse este hecho (el que un joven profesor de 27 años, de baja cuna fuera escogido para tal misión) como una prueba de que la revolución había “hecho su trabajo” (en expresión del propio Guizot).
En la segunda restauración, Guizot fue nombrado secretario general del ministerio de justicia con el Marqués de barbé-Marbois, pero dimite junto a él en 1816. En 1819 fue nombrado director general de comunas (ayuntamientos) y departamentos (provincias) del Ministerio del Interior, pero deja el cargo con la caída del duque de Decazes en febrero de 1820. Durante estos años, Guizot se convirtió, junto a Royer-Collard, en uno de los líderes de los doctrinarios, un pequeño partido fuertemente vinculado a la Carta Otorgada de 1814 y a la corona, que intentaba una política del justo medio entre el absolutismo y la Revolución. Sus opiniones tienen más el rigor de una secta que la elasticidad de un partido político. Adherido a los grandes principios de la libertad y la tolerancia, se oponían firmemente a las tradiciones anárquicas de la Revolución. Los elementos de inestabilidad social siempre estaban activos, y esperaban someterlos, no por medidas reaccionarias, sino por la aplicación firme del poder enmarcado en una constitución basada en el sufragio de la clase media y defendido por los mayores intelectuales del momento. Se oponían con la misma fuerza tanto al espíritu democrático de la época como al militarismo de tradición imperial y al sectarismo y absolutismo de la corte. A pesar de tales intenciones, son más conocidos por su constante oposición a las demandas populares que por los servicios que sin duda dieron a la causa de la libertad moderada. Como era previsible, fueron barridos por la revolución (1830).
En la década de 1820, con la reacción en su apogeo tras el asesinato del duque de Berry y la caída del gobierno Decazes, Guizot fue suspendido de sus funciones en 1822. Desempeñó un papel importante entre los jefes de la oposición liberal al gobierno de Carlos X, aun sin pertenecer al Parlamento. Colaboró en particular en Le Globe y desarrolló su periodo literario más activo. En 1822 publicó sus cursos con el título Histoire des origines du gouvernement représentatif, 1821-1822, una obra sobre la pena capital para delitos políticos y varios panfletos políticos importantes. De 1822 a 1830, publicó dos colecciones de fuentes históricas: las Mémoires de l’histoire d’Angleterre en 26 volúmenes y las Mémoires sur l’histoire de France en 31 volúmenes, tradujo a William Shakespeare, y también un volumen de ensayos sobre Historia de Francia. Su trabajo más remarcable fue la primera parte de su Histoire de la révolution d’Angleterre de Charles I à Charles II en dos volúmenes (1826-1827), considerado de gran mérito e imparcial, que resumió y completó en 1848 durante su exilio en Inglaterra. La administración de Martignac restablece a Guizot en su cátedra en 1828 y en el consejo de Estado. Fue entonces cuando impartió los célebres cursos que aumentaron su reputación como historiador y le situaron entre los mejores escritores de Francia y Europa, publicados como 'Histoire de la civilisation en Europe (1828) e Histoire de la civilisation en France (1830), considerados como clásicos de la historia moderna.

### Entrada en el gobierno
A la edad de cuarenta y tres años, Guizot tuvo la oportunidad de mostrar su talento como orador. En enero de 1830, fue elegido diputado por Lisieux, escaño que conservó durante toda su vida política. Guizot asumió inmediatamente una posición importante en la Asamblea, y su primer discurso fue para defender la célebre adresse des 221, en respuesta al discurso amenazante del trono, que fue seguido por la disolución de la cámara y es considerado como acontecimiento precursor de la revolución. A su vuelta de Nimes el 27 de julio, la caída de Carlos X era inminente. Guizot es llamado por sus amigos Casimir Perier, Jacques Laffitte, Villemain y Dupin para coordinar la protesta de los diputados liberales contra las ordenanzas de Saint-Cloud del 25 de julio. Junto a ellos, se esfuerza en controlar todo posible carácter revolucionario. Guizot estaba convencido de que la ocasión hacía peligrar el régimen parlamentario en Francia y que la fatuidad y estupidez de Carlos X y del Príncipe de Polignac llevarían a un inevitable cambio dinástico. Se convierte en uno de los más ardientes partidarios de Luis Felipe, a quien la revolución de Julio lleva al trono, y al propio Guizot al Gobierno, donde destacó por el impulso y la renovación de la instrucción pública. En este periodo se caracterizó por una oposición constante contra Adolphe Thiers.
En agosto de 1830, Guizot fue nombrado Ministro del Interior, pero dimite en noviembre. Ya se había sumado a los escaños del partido de la resistencia, y durante los dieciocho años siguientes se probó como un declarado enemigo de la democracia, e inflexible campeón de «la monarchie limitée par un nombre limité de bourgeois» (la monarquía limitada por un número limitado de burgueses).
En 1831, Casimir Perier formó une administración más vigorosa y compacta hasta su muerte en 1832. El verano quedó marcado por el ascenso de los republicanos en París, y no se formó un gobierno estable hasta el 11 de octubre de 1832, con el mariscal Soult de primer ministro, el Duque de Broglie en Exteriores, Adolphe Thiers en Interior, y Guizot como ministro de Instrucción pública. Guizot, era ya muy impopular entre los liberales más avanzados, y continuó siéndolo el resto de su vida. «Je ne recherche pas l’impopularité, je n’en pense rien» (yo no buscaba la impopularidad) decía. Fue con este puesto de segundo rango en el gobierno con el que se demostró su gran capacidad para ser útil al país. Los deberes que este puesto le impuso se correspondían perfectamente con sus gustos literarios. Se aplicó en primer lugar a la aprobación de la ley del 28 de junio de 1833 que creó y organizó la educación primaria en Francia, y los tres años siguientes a aplicarla. Esta ley marcó un periodo de la historia nacional francesa.
En quince años, bajo su influencia, el número de las escuelas primarias aumentó de diez mil a veintitrés mil; se introdujeron las escuelas normales para maestros, y el sistema de inspección; y se crearon los consejos de educación, bajo la autoridad compartida de laicos y eclesiásticos. La educación secundaria y universitaria fueron igualmente objeto de su protección y desvelos y se dio un prodigioso impulso a los estudios filosóficos y a la investigación histórica. Una de las secciones del Institut de France, la Academia des Ciencias morales y políticas, que había sido suprimida por Napoleón, fue relanzada por Guizot el 26 de octubre de 1832. Antiguos miembros de esa academia, como Talleyrand, Sieyès, Roederer y Lakanal, retomaron sus puestos e se eligieron nuevas celebridades para debatir los grandes problemas políticos y sociales. Se fundó igualmente la Sociedad de Historia de Francia para la publicación de trabajos históricos, y se emprendió una gran cantidad de publicaciones de crónicas medievales y documentos diplomáticos a cargo del Estado, así como una Inspección general de monumentos históricos.
El objetivo del gabinete de octubre de 1832 era organizar un partido conservador y poner en marcha una política de resistencia al partido republicano, que amenazaba la existencia de la monarquía. Gracias a la insistencia de Guizot, tales medidas no traspasaron los límites de la ley, y fue por el ejercicio legal del poder que logra reprimir la insurrección que originó la guerra civil de Lyon y la revuelta de París. La fuerza del gobierno no descansaba en sus miembros, sino en el hecho de que Guizot y Thiers trabajaban en cordial cooperación. Los dos grandes rivales en el Parlamento seguían el mismo camino; pero ninguno de los dos podía someterse a la supremacía del otro, y las circunstancias mantuvieron casi siempre a Thiers en la oposición mientras que Guizot asumía la responsabilidad del poder.
Solo fue una vez, en 1839, en la oposición a Mathieu Molé, que se formó un gobierno intermediario. Esta coalición entre Guizot y los líderes de centro derecha e izquierda, Thiers et Odilon Barrot, nacida de su ambición y sus celos hacia Mole, ha sido considerada como uno de los principales errores de su vida. Obtuvo la victoria al precio de sus principios, y el ataque del gobierno Guizot agravó la crisis y la insurrección republicana. Ninguno de los tres jefes de aquella alianza obtuvo puesto ministerial, y Guizot se contentó con aceptar el cargo de embajador en Londres, lo que le aleja del combate parlamentario por un tiempo. Era la primavera de 1840, y Thiers retoma poco tiempo después el ministerio del exterior.
Guizot fue recibido con honores por la reina Victoria de Inglaterra y por la sociedad londinense. Sus trabajos literarios eran muy estimados, su persona respetada, y Francia representada por uno de sus principales oradores. Gozaba de la reputación de ser versado tanto en historia británica como en literatura inglesa y estaba comprometido sinceramente con la alianza de las dos naciones en la causa de la paz. Como el mismo remarca, era un extranjero en el Reino Unido y novicio en diplomacia: el estado de confusión de la cuestión siria, donde el gobierno francés se había desmarcado de la política común de las potencias europeas, sumada a la ausencia total de confianza entre Guizot como embajador y su ministro de Exteriores, le situó en una posición embarazosa. Las advertencias que transmite a Thiers no son escuchadas. El tratado del 15 de julio se firmó sin que Guizot fuese avisado, y se ejecutó contra su consejo. Durante algunas semanas, Europa pareció estar al borde de la guerra, hasta que el rey pone fin a la crisis negando su consentimiento a los preparativos de Thiers y haciendo volver a Guizot de Londres para formar gobierno, en ayuda de lo que el propio Luis Felipe llamaba «ma lutte tenace contre l’anarchie» (mi lucha tenaz contra la anarquía).

## Jefe de gobierno de facto
Así comienza, el 29 de octubre de 1840, el gobierno en que Guizot permanecerá como cabeza pensante cerca de ocho años, a la sombra del primer ministro, el Mariscal Soult. Su primera tarea fue mantener la paz y restaurar las relaciones amistosas con las demás potencias europeas. Logró calmar a los elementos agitados y restaña las heridas al amor propio de Francia, gracias sobre todo al valor indomable y la espléndida elocuencia con la que afrontó a la oposición, reunificando y reforzando al partido conservador, que sentía la presencia de un gran líder a su frente, llamando al ahorro y la prudencia de la nación más que a la vanidad y a la ambición. En esta tarea pacificadora, fue felizmente secundado por el gobierno de Sir Robert Peel en el Reino Unido, desde el otoño de 1841. Entre Lord Palmerston y Guizot existía una peligrosa incompatibilidad de caracteres.
Con el gobierno Palmerston, Guizot percibía cada agente británico por el mundo como un adversario amargo y activo; de su gran combatividad resultaba un conflicto perpetuo de contra intrigas. Lord Palmerston escribió que la guerra entre el Reino Unido y Francia era inevitable, fuera más pronto o más tarde. Guizot pensaba que tal guerra sería la mayor de las calamidades, y nunca la propició. En Lord Aberdeen, secretario de Asuntos Exteriores de Robert Peel, Guizot encontró un amigo y aliado con el que simpatizar. Su encuentro en Londres había sido corto, pero enseguida se convirtió en confianza y respeto mutuos. Los dos eran hombres de grandes principios y de honor; el presbiterianismo escocés que había modelado la fe de Aberdeen se encontraba cómodo con el ministro hugonote de Francia; ambos eran hombres de gustos sencillos, partidarios del perfeccionamiento del sistema escolar y de la cultura; los dos tenían una profunda aversión por la guerra y se sentían poco cualificados para llevar a cabo el género de aventuras que inflamaban la imaginación de sus respectivos oponentes. Desde el punto de vista de Lord Palmerston y de Thiers, su política era mezquina y despreciable; pero realmente aseguraba la paz mundial y unificaba las dos grandes naciones libres de Europa Occidental en lo que se vino en llamar entente cordiale. Ninguno de los dos se rebajó a aprovechar una ventaja en perjuicio del otro; mantuvieron su común interés por la paz como asunto primordial; y cuando surgían diferencias de intereses en partes alejadas del mundo (en Tahití con el Affaire Pritchard, en Marruecos, en Côte-de-l'Or, actual Ghana), las resolvían como merecía su insignificancia. La oposición denunciaba la política exterior de Guizot como servil hacia el Reino Unido. Vous aurez beau amonceler vos calomnies, vous n’arriverez jamais à la hauteur de mon dédain! (Haríais mejor en guardaros vuestras calumnias, no me llegaréis nunca a la altura del zapato), les respondía con menosprecio. A su vez, la oposición británica atacaba de modo similar a Lord Aberdeen, pero en vano; el rey Louis Philippe visitó el castillo de Windsor y la reina Victoria, en 1843, devuelve la visita en el Château de Eu. En 1845, soldados británicos y franceses combatieron lado a lado en el comienzo de la expedición del Río de la Plata.
La caída del gobierno Peel en 1846 modificó el clima de las relaciones, y la vuelta de Palmerston al ministerio de exteriores condujo a Guizot a pensar que estaba de nuevo expuesto a la rivalidad del gabinete británico. Un amistoso entendimiento se había establecido en Europa entre las dos cortes a propósito del matrimonio de la joven reina Isabel II de España, pero el lenguaje de Lord Palmerston y la conducta de Sir Henry Bulwer (futuro Lord Dalling) en Madrid permitieron pensar a Guizot que tal entendimiento se había roto, y que se preveía colocar un Sajonia-Coburgo en el trono español. Determinado a resistir tal intriga, Guizot y Luis Felipe plantearon una contra-intriga, completamente contraria al compromiso con Inglaterra, y fatal para la felicidad de la reina española, pues se la condujo al matrimonio con su primo Francisco de Asís de Borbón, al tiempo que su hermana se casaba con el hijo más joven del propio rey de los franceses, en violación de promesas previas del propio Louis Philippe. Aunque esta acción fue realizada en una época triunfal de la política francesa, a la postre terminó siendo fatal para la monarquía, pues desacreditó a su gobierno. Se realizó con una mezcla de secreto y violencia, enmascarada por un subterfugio. Su efecto inmediato fue la ruptura de la alianza franco-británica, empujando a Guizot a una cooperación más estrecha con Metternich y las cortes del norte de Europa.
En 1847 es nombrado presidente del consejo de ministros.

## Balance de su acción política
La historia del gobierno Guizot, el más largo y el último de la monarquía de Julio, lleva la impronta de las grandes cualidades y defectos del carácter político de su iniciador y factótum. Su primer objetivo fue reunificar y disciplinar el partido conservador que se había dividido por las disensiones y cambios ministeriales. Lo logra gracias a su coraje y elocuencia, que le convierten en líder parlamentario, así como por el recurso a todos los medios de influencia de que en Francia dispones un ministro dominante. Nadie dudó jamás de la pureza y desinterés de Guizot en sus comportamientos personales. No apreciaba el dinero, y murió pobre. Aunque favoreció la ambición económica en la nación francesa, sus hábitos personales conservaron su simplicidad primitiva. No obstante, no se privaba de explotar en otros las bajas pasiones de que él carecía: algunos de sus instrumentos para ello fueron especialmente retorcidos; los utilizaba para eliminar los que entendía aún peores en sus enemigos. Abusos y graves desfalcos fueron desvelados incluso al nivel gubernamental, y la corrupción de la administración era denunciada bajo un ministro incorruptible. Licet uti alieno vitio (está permitido utilizar los vicios ajenos) es una proposición tan falsa en política como en teología.
Su elocuencia parlamentaria era brusca, austera, demostrativa e imperiosa. Sin persuasión, ni humor, escasamente adornada, condensaba en pocas palabras la fuerza de una autoridad suprema. Guizot era más enérgico como orador ministerial en defensa de sus posiciones que como tribuno de la oposición. Como Pitt, poseía el tipo de autoridad indiferente a los cargos, el carácter, la ironía y los discursos de sus adversarios. No era tampoco un fino táctico del juego parlamentario capaz de cambiar el curso de una batalla por bruscas intervenciones en el curso del debate. Su confianza en sí mismo y en la mayoría del parlamento, que había moldeado a su voluntad, era ilimitada, y su largo ejercicio del poder le hizo olvidar que en un país como Francia había, fuera del parlamento elegido por un reducido cuerpo electoral, un pueblo ante el cual tanto el ministro como el rey deberían responder de sus actos.
Un gobierno basado en el principio de resistencia y represión y marcado por la falta de poder popular, un sistema diplomático que buscaba revivir las tradiciones del Antiguo Régimen, un soberano que sobrepasaba en exceso los límites de sus poderes constitucionales y los recrecía cada año, un ministro que, servil como un cortesano, era demasiado obsequioso con la influencia del rey, singularmente en desacuerdo con las promesas de la revolución de Julio, limitaban la política de la administración. Los puntos de vista políticos de Guizot eran esencialmente históricos y filosóficos. Sus gustos y competencia le daban poca perspicacia en la administración del gobierno. No sabía nada de finanzas; los negocios y el comercio le eran ajenos; estaba poco familiarizado con asuntos militares o navales; todos estos asuntos eran tratados por intermediación de sus amigos Pierre Sylvain Dumon (1797-1870), Charles Marie Tanneguy, Comte Duchâtel (1803-1867), o el Mariscal Bugeaud. La consecuencia fueron las escasas medidas que produjeran mejoras. Su gobierno prestó incluso menos atención a las demandas de reforma del parlamento.
En este asunto, los prejuicios del rey eran insuperables, y sus ministros tuvieron la debilidad de ceder. Era imposible defender un sistema que descansaba sobre el sufragio de 200 000 ciudadanos y en el cual la mitad de sus miembros eran de libre designación. Nada podía ser más fácil que reforzar el partido conservador concediendo el derecho de voto a los propietarios, pero la resistencia fue la única respuesta del gobierno a las moderadas demandas de la oposición. Las advertencias repetidas por amigos o enemigos fueron ignoradas, siendo inconsciente del peligro hasta que fue demasiado tarde. Era extraño que Guizot nunca reconociera la naturaleza de su error; él se veía como el campeón del partido liberal y de la constitución. No llegó a percibir que una visión más amplia del destino liberal de Francia y una confianza menos absoluta en sus teorías personales habrían preservado la monarquía constitucional y evitado el desastre de los principios que defendía. Pero, con la testaruda convicción de poseer la verdad absoluta, permaneció fiel a sus propias doctrinas hasta el fin.

## La caída
En 1847, Guizot niega nuevamente las reformas electorales que demanda la oposición, la cual opta por una campaña de manifestaciones que Guizot intenta prohibir.
La última escena de su vida política se caracterizó por su fe en una causa perdida. La tarde del 23 de febrero de 1848, convocó al gabinete para informar de la situación en París y en el resto del país durante la agitación de los banquetes (campaña de reuniones informales de la oposición) a favor de la reforma. La efervescencia y la división de la opinión dentro de la misma familia real le condujeron a dudar de su continuidad en el gobierno. Esta duda, para Guizot fue decisiva, y dimitió instantáneamente, volviendo a la cámara únicamente para anunciar que el gobierno estaba disuelto y que Mole había sido llamado por el rey. Mole no llegó a formar un gobierno y, entre medianoche y la una, Guizot, que acostumbraba a acostarse temprano, fue de nuevo llamado a las Tullerías. El rey le pedía consejo, y Guizot le respondió: «Ya no somos ministros de Su Majestad y toca a otros decidir, pero una cosa es evidente: la revuelta callejera debe ser detenida; sus barricadas tomadas; y para ese trabajo me parece que el mariscal Bugeaud debe ser investido de plenos poderes, y ordenar tomar medidas militares, y como vuestra Majestad no tiene ministro en este momento, estoy dispuesto a supervisar y confirmar tales órdenes».[cita requerida] El mariscal, que estaba presente, asumió el desafío, diciendo «Nunca he sido vencido y tampoco lo seré mañana. Las barricadas se tomarán antes del alba». Ante esta manifestación de energía el rey se alteró y respondió enseguida: «Os debo prevenir que monsieur Thiers y sus amigos están en la habitación de al lado formando un gobierno». A lo que Guizot replicó: «Entonces es su función tomar las disposiciones que convengan», y abandonó el lugar. Thiers y Barrot decidieron retirar las tropas. El rey y Guizot se encontraron de nuevo en Clarmont. Aquella fue la situación más difícil de la vida de Guizot, pero felizmente encontró refugio en París por algunos días en casa de un humilde pintor de miniaturas con el que había entablado amistad, y poco tiempo después huye por Bélgica a Londres, donde llegó el 3 de marzo. Su madre y sus hijas le habían precedido, y fue rápidamente instalado en una modesta casa de Pelham Crescent en Brompton.

## Vuelta al papel de simple ciudadano
La sociedad inglesa, a pesar de la desaprobación que muchos hacían de su reciente política, le recibió con tanta distinción y respeto como había le mostrado en sus funciones de embajador. Rehusó tomar la asignación monetaria que se le ofrecía. Se habló también de nombrarle profesor en Oxford, a lo que también se negó. En el año que residió en el Reino Unido se consagró a la Historia. Publicó dos volúmenes suplementarios sobre la revolución inglesa, y en 1854 su Histoire de la république d’Angleterre et de Cromwell (1649-1658)
Guizot sobrevivió a la caída de la monarquía a la que había servido veintiséis años. Pasó súbitamente de la posición de uno de los hombres de estado más poderosos y más activos de Europa a la de un filósofo y ciudadano espectador de los asuntos humanos. Era consciente de que la fractura entre él y la vida pública era definitiva; ningún murmullo de ambición decepcionada se asomó a sus labios; parecería que la fiebre de orador y la potencia ministerial le habían abandonado y se ocupaba en atender su correo, conversar con sus amigos y cuidar de su amado círculo familiar. La mayor parte del tiempo residió en Val-Richer, una antigua abadía cisterciense cercana a Lisieux (Normandía), desamortizada durante la revolución. Sus dos hijas, casadas con miembros de la familia holandesa de Witt, tan adecuada a la fe y costumbres de los hugonotes franceses, tenían su casa. Uno de sus yernos cultivaba la propiedad. Guizot dedicó sus últimos años con una energía constante a su trabajo de escritor, que era de hecho su principal medio de subsistencia. 
Dos instituciones conservaron su libertad incluso bajo el Segundo Imperio Francés: el Institut de France y el Consitoire protestant (consistorio protestante). En las dos, Guizot tomó parte activa hasta su muerte. Era miembro de tres de las cinco academias: la Académie des Sciences Morales et Politiques que le debía su restauración, y de la que fue uno de sus primeros miembros (1832); la Académie des inscriptions et belles-lettres, que le eligió en 1833 para suceder a André Dacier; y la Académie française (1836). Guizot estuvo cerca de cuarenta años tomando un papel activo y ejerciendo su influencia. Era un campeón celoso de su independencia. Su voz tenía un peso considerable en la elección de nuevos candidatos; y su constante propósito era conservar la dignidad y pureza de la literatura.
En el Consitoire protestant de París, Guizot ejerció la misma influencia. Su educación y experiencia vital contribuyeron a reforzar las convicciones de su temperamento religioso. Durante toda su vida fue un creyente en las verdades reveladas y uno de sus últimos escritos fue sobre la religión cristiana. Pero, así como se adhirió inflexiblemente a la iglesia de sus padres y combatió las tendencias racionalistas de su tiempo, que parecían amenazarlas con la destrucción, en cambio no mostró esa intolerancia que caracteriza al calvinismo. Respetaba a la Iglesia católica, religión mayoritaria; y los escritos de los grandes obispos, Bossuet y Bourdaloue, le eran tan familiares como los de su propia religión, y los utilizaba en sus devociones familiares.
En sus actividades literarias y en la calma de su retiro de Val Richer los años pasaron rápidamente. A su alrededor veía crecer a sus nietos, para los que compondrá su última obra: Histoire de France racontée à mes petits-enfants (Historia de Francia contada a mis nietos), que sin dejar de ser completa y profunda, tiene una forma sencilla, popular y atractiva. Cubre hasta 1798, y el periodo siguiente, hasta 1870, fue escrito por su hija, Madame Guizot de Witt, a partir de notas de su padre.
Hasta el verano de 1874, el vigor mental de Guizot y su actividad estuvieron intactos. Murió tranquilamente, y se dice que recitaba versos de Corneille y versículos de la Biblia en su lecho de muerte.

## Obras
- Dictionnaire des synonymes de la langue française 1809
- De l’état des beaux-arts en France 1810
- Annales de l’éducation, 1811-1815 6 vol.
- Vie des poètes français du siècle de Louis XIV 1813
- Quelques idées sur la liberté de la presse 1814
- Du gouvernement représentatif de l’état actuel de la France 1816
- Essai sur l’état actuel de l’instruction publique en France 1817
- Du gouvernement de la France depuis la Restauration. Des conspirations et de la justice politique 1820
- Des moyens de gouvernement et d’opposition dans l’état actuel de la France. Du gouvernement de la France et du ministère actuel. Histoire du gouvernement représentatif en Europe, 1821 2 vol.
- De la souveraineté 1822
- De la peine de mort en matière politique 1822[8]
- Essai sur l’histoire de France du Ve au Xe siècle 1823
- Histoire de Charles Ier, 1827 2 vol.
- Histoire générale de la civilisation en Europe 1828[9]
- Histoire de la civilisation en France, 1830 4 vol.
- Le presbytère au bord de la mer 1831
- Rome et ses papes 1832
- Le ministère de la réforme et le parlement réformé 1833
- Essais sur l’histoire de France 1836
- Monk, étude historique 1837
- De la religion dans les sociétés modernes 1838
- Vie, correspondance et écrits de Washington 1839-1840[10]
- Washington 1841
- Madame de Rumfort 1842
- Des conspirations et de la justice politiques 1845
- Des moyens de gouvernement et d’opposition dans l’état actuel de la France 1846
- M. Guizot et ses amis. De la démocratie en France 1849
- Pourquoi la révolution d’Angleterre a-t-elle réussi ? Discours sur l’histoire de la révolution d’Angleterre 1850
- Études biographiques sur la révolution d’Angleterre. Études sur les beaux-arts en général 1851
- Shakespeare et son temps. Corneille et son temps 1852
- Abélard et Héloïse 1853
- Édouard III et les bourgeois de Calais 1854
- Histoire de la république d’Angleterre, 1855 2 vol. Sir Robert Peel
- Histoire du protectorat de Cromwell et du rétablissement des Stuarts, 1856 2 vol.
- Mémoires pour servir à l’histoire de mon temps, 1858-1867 8 vol.
- L’amour dans le mariage 1860
- L’Église et la société chrétienne en 1861. Discours académiques 1861
- Un projet de mariage royal 1862
- Histoire parlementaire de France, recueil de discours, 1863 5 vol. Trois générations
- Médiations sur l’essence de la religion chrétienne 1864
- Guillaume le Conquérant 1865
- Méditations sur l’état actuel de la religion chrétienne 1866
- La France et la Prusse responsables devant l’Europe 1868
- Méditations sur la religion chrétienne dans ses rapports avec l’état actuel des sociétés et des esprits. Mélanges biographiques et littéraires 1868
- Mélanges politiques et historiques 1869
- L’histoire de France depuis les temps les plus reculés jusqu’en 1789 1870-1875 5 vol.
- Le duc de Broglie 1872
- Les vies de quatre grands chrétiens français 1873

## Honores y distinciones
- Miembro de la Académie française, elegido el 28 de abril de 1836, en el sillón 40, sucediendo al conde Destutt de Tracy, muerto el 9 de marzo de 1836. Su recepción oficial tuvo lugar el 22 de diciembre de 1836. Tras su desaparición, sobrevenida el 12 de septiembre de 1874, fue reemplazado, el 16 de diciembre de 1875, por Jean-Baptiste Dumas.
- Miembro de la Academia de Inscripciones y Bellas Letras (1833).
- Gran Cruz de la Legión de Honor.